# Mazagan
Pour les articles homonymes, voir Mazagan (groupe).
Mazagan (en portugais : Mazagão) est le nom ancien de l'actuelle ville d'El Jadida, cité fortifiée édifiée par les Portugais au début du XVIe siècle sur les côtes du Maroc, qui fut reprise par les Marocains en 1769. Les fortifications de la cité portugaise, avec leurs bastions et remparts, constituent un exemple précoce de l’architecture militaire portugaise de la Renaissance. 
Les monuments portugais encore visibles sont la citerne portugaise, la forteresse portugaise et l’église de l’Assomption, construite dans le style manuélin. Cette ville est l'un des premiers établissements sur la route vers l'Inde des explorateurs portugais, elle offre un témoignage exceptionnel des influences croisées entre les cultures européenne et marocaine.
Le 30 juin 2004, lors de la 28e session du comité du patrimoine mondial, tenue à Suzhou en Chine, la ville marocaine de Mazagan (El Jadida) est inscrite sur la liste du patrimoine mondial de l'Unesco.

## Étymologie
Le site peut correspondre à l'une des sept colonies instaurées par l'amiral Hannon au milieu du Ve siècle av. J.-C. appelée le comptoir de « Rusbis ». Ce site a été signalé aussi bien par le navigateur Polybe en 150 av. J.-C., et le géographe Ptolémée, que par Pline l'Ancien, sous le nom de « Portus rutilis ».
Au début du XVIe siècle, les Portugais ont trouvé une petite tour en ruines abandonnée, utilisée auparavant comme poste de garde appelé « El Brija » diminutif de « borj ». Lors de la construction de la première citadelle, les Portugais l'ont appelée « Castello real ». Avec la reconstruction de la forteresse, la cité a pris provisoirement le nom de Sào Jorge
André Privé suppose que le mot est d'origine portugaise, et le géographe al Idrissi, dès le XIe siècle, écrivit le nom de la ville en écriture arabe sous le nom de Mazighan, certains supposent que cela signifiait « meules ». Cependant la version la plus plausible est celle de l'origine berbère. En effet, « Mazagan » veut dire en berbère « celle aux crinières », le mot « azagen » est le pluriel de « azag », qui veut dire crinière,.
Après sa destruction, la ville a été appelée Al Mahdouma, c'est-à-dire, « la démolie », une fois construite, le nom d'el Jadida (« la nouvelle » ou « la neuve ») lui a été attribué 

## Histoire
Le site de Mazagan ou Mazagão, considéré comme une ville portugaise en terre marocaine, a été placé sous couronne portugaise dès 1486. Toutefois les Portugais ne s'y installent qu'à partir de 1502 en construisant une tour et quelques installations temporaires, et ce n'est qu'à partir de l'été de l'année 1514 que ces derniers décidèrent de construire par les frères Francisco et Diégo de Arruda une citadelle de forme carrée avec des tours dans chaque coin, l'une des tours est construite à l'emplacement de d'al-Buraidja .
En 1541, à la suite de la prise du fort de Santa-Cruz de Cap de Gué (Agadir), Jean III décida d'évacuer Safi et Azemmour pour se retrancher à Mazagan considérée comme la mieux protégée. La citadelle a été agrandie par la construction de fortifications. La conception fut confiée à un groupe d'ingénieurs et architectes, composé du Portugais Joao Ribeiro, de l'Espagnol Juan Castillo et de l'Italien Benedetto di Ravenna, c'est à cette époque que les murailles de la ville ont pris leur emplacement actuel.
En 1769, l'occupation de Mazagan - la dernière des forteresses portugaises au Maroc - prend fin à la suite du traité de paix signé avec le sultan Mohammed III du Maroc (1757- 1790), les Portugais quittèrent la ville par la porte de la mer le 10 mars 1769 ; ils minèrent l'entrée principale du fort qui explosa lorsque les Marocains forcèrent l'entrée ce qui provoqua la destruction du bastion du Gouverneur et d'une grande partie du rempart. La ville resta inhabitée pendant près d'un demi-siècle et fut appelée al-Mahdouma (la ruinée). 
En 1824, le sultan Abderrahman ordonna au pacha de la région de Doukkala et Tamesna, Sidi Mohamed Ben Tayeb, de restaurer l'ancienne ville portugaise en relevant les fortifications détruites et en construisant une mosquée.

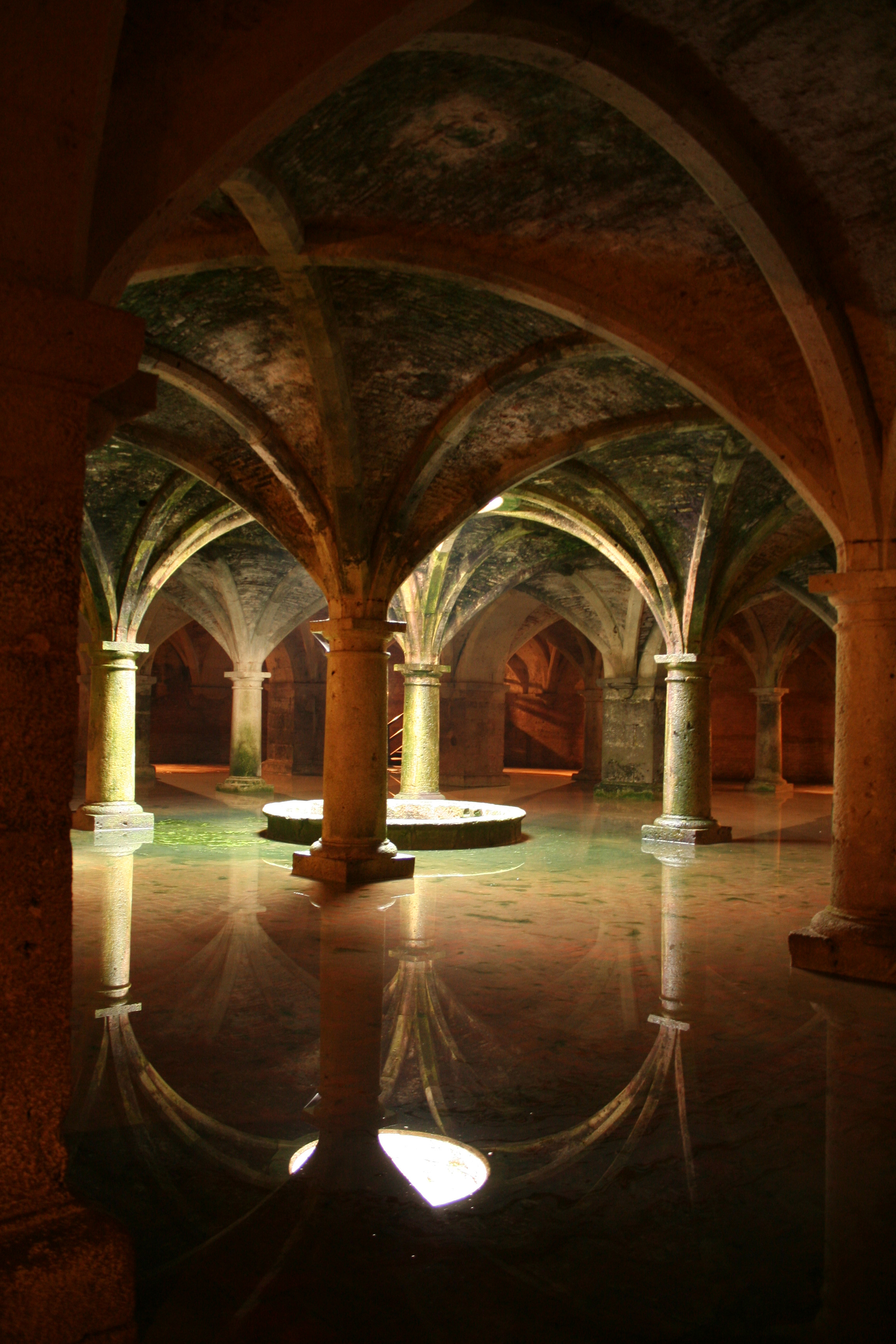
Citerne portugaise.

## La citerne
Cette vaste salle souterraine voûtée faisait partie du château fort construit en 1514 par les Portugais. Elle servit probablement de salle d'armes avant d'être utilisée comme réserve d'eau. Sur un plan carré de 34 m de côté, elle comporte six nefs dont les voûtes arêtes reposent sur 25 colonnes et piliers. La travée centrale est percée d'un large oculus par où se déverse la lumière du jour qui produit par réflexion sur l'eau de la citerne, un surprenant effet de miroir imprégnant le lieu d'une étrange atmosphère. La majestueuse citerne portugaise d'El Jadida séduisit Orson Welles au point qu'il y tourna certaines séquences de son film Othello. Quelques scènes des films Le Retour de l'étalon noir, produit par Francis Ford Coppola et Harem, d'Arthur Joffé, ont également été tournées ici.

## La forteresse portugaise

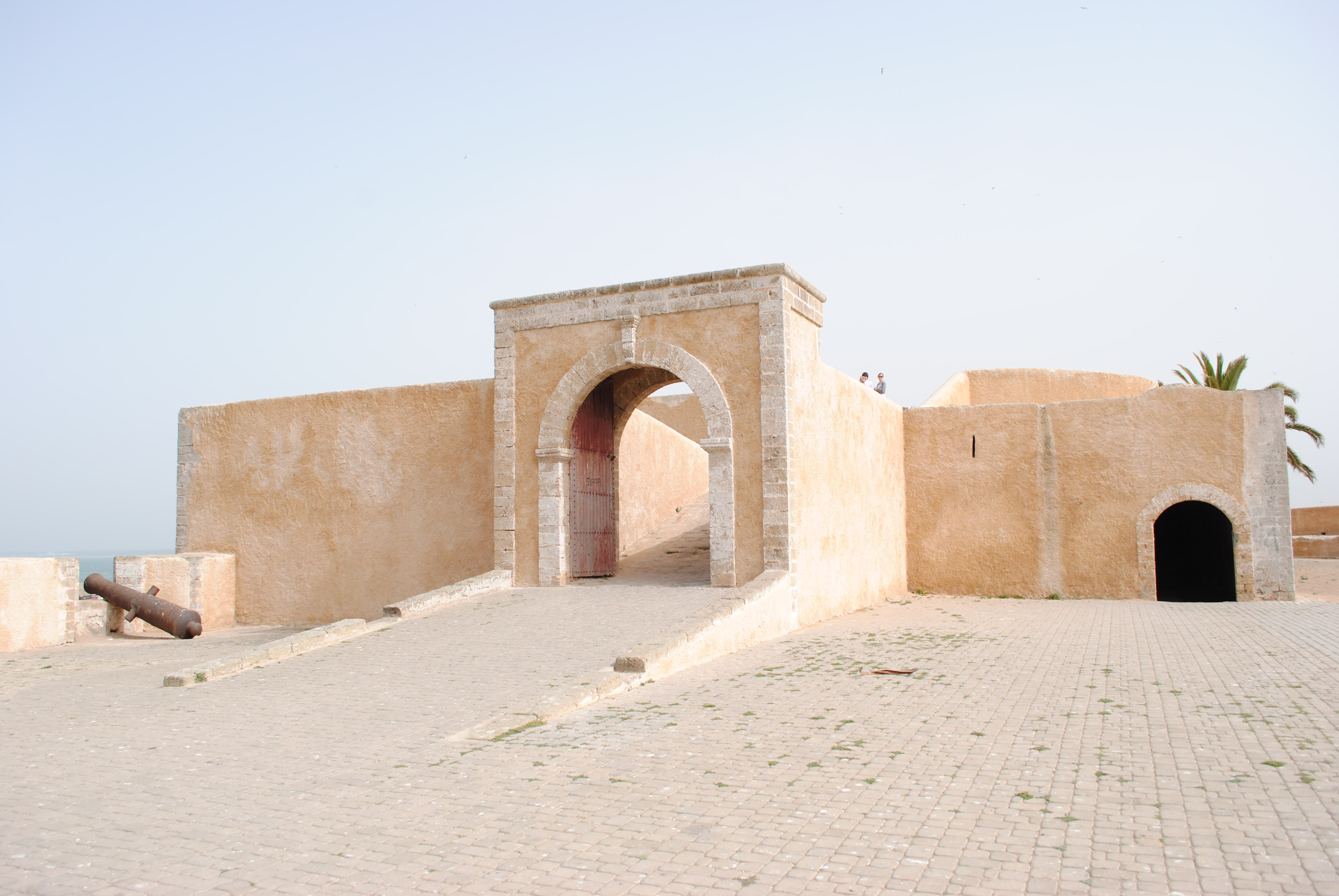
Bastion de l'Ange

La conception de la forteresse de Mazagan est à l'image du développement de l'artillerie moderne pendant la période de la Renaissance. Elle est construite en forme d'étoile, avec des murs de 250 à 300 mètres de côté. Légèrement inclinés, les murs massifs sont en moyenne de 8 mètres de haut, avec une épaisseur de 10 mètres, comportant un chemin de ronde de 2 mètres de largeur. Ces fortifications possèdent quatre bastions : le Bastion de l'Ange à l'est,  le Bastion Saint-Sébastien au nord, le Bastion Saint-Antoine, à l'ouest, et le Bastion du Saint-Esprit au sud. Le cinquième, le Bastion du Gouverneur, à l'entrée principale, est en ruines, après avoir été détruit par les Portugais en 1769. De nombreux canons de l'époque coloniale portugaise sont encore positionnés sur le dessus des bastions.
Le fort possédait trois portes: la Seagate ou porte de la mer, formant un petit port avec le rempart nord-est, la porte de Bull dans le rempart nord-ouest, et l'entrée principale d'un double arc dans le centre du rempart sud, à l'origine reliés à la terre par l'intermédiaire d'un pont-levis. Un fossé, de 20 mètres de large et 3 mètres de profondeur, rempli d'eau de mer, entourait le fort. Pendant le Protectorat français, le fossé a été comblé avec de la terre et une nouvelle entrée a été ouverte conduisant à la rue principale, la Rua da Carrera, et la Seagate. Le long de cette rue se trouvent les bâtiments historiques les mieux conservés, y compris l'église catholique de l'Assomption et la citerne.